# قسم مشيز الريفي (مقاطعة بردسير)
قسم مشيز الريفي (بالفارسية: دهستان مشیز) هي منطقة سكنية تقع في إيران في كرمان. يقدر عدد سكانها بـ 18,900 نسمة .